# Mariam Kühsel-Hussaini

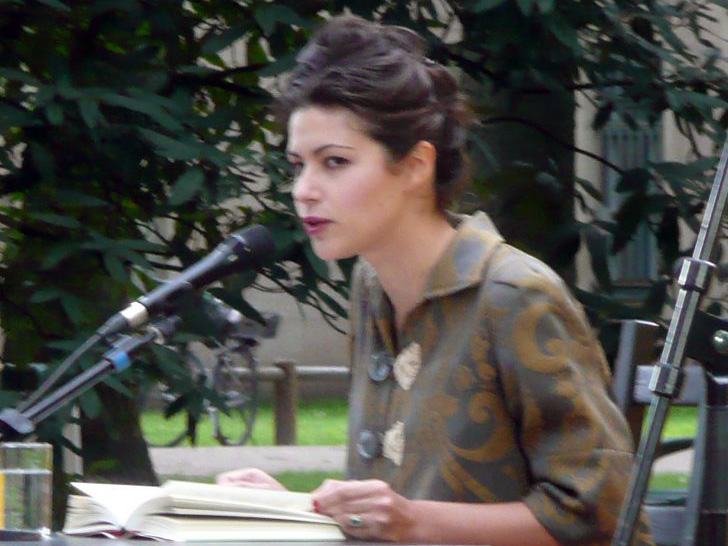
Mariam Kühsel-Hussaini bei einer Lesung auf dem Erlanger Poetenfest 2010

Mariam Kühsel-Hussaini (* 23. Dezember 1987 in Kabul) ist eine deutsch-afghanische Schriftstellerin.

## Leben
Geboren als Tochter des afghanischen Dichters Sayed Rafat Hussaini und Enkelin des afghanischen Kalligrafen Sayed Da'ud Hussaini, kam sie 1990 nach Deutschland ins Exil. Sie lebt heute als Schriftstellerin in Berlin und ist verheiratet.

## Werk

### Gott im Reiskorn(2010)

#### Inhalt
Ihr vielgelobtes Erstlingswerk Gott im Reiskorn handelt von einem jungen Kunsthistoriker aus Berlin, der in den 1950er-Jahren nach Afghanistan reist, in eine Kalligrafenfamilie aufgenommen wird und die wahre Seele des Orients erlebt: die Poesie. Kühsel-Hussaini schildert damit eine durch Einmarsch der Sowjetunion und religiöse Gewaltherrschaft untergegangene Kultur ihrer eigenen Familie.

#### Kritik
Das Buch kam ins Finale des aspekte-Literaturpreises 2010.
Denis Scheck stellte das Buch in der Fernsehsendung Druckfrisch vor und urteilte: „Es war höchste Zeit für solch ein Buch über Afghanistan. […] Mariam Kühsel-Hussaini hat mit ihrem Familienroman ein eindrucksvolles Debüt vorgelegt.“ Felicitas von Lovenberg lobte in der Frankfurter Allgemeinen Zeitung Kühsel-Hussainis „bildstarke, erstaunlich reife und ausgesucht selbstbewusste Sprache, die mit jeder Beschreibung, jedem exakt gezogenen Adjektiv-Schnörkel einer eigenen Kalligraphie folgt“. Hans-Jost Weyandt schrieb in Spiegel Online: „Alles wird Ereignis in einer Sprache, die einen sehr hohen Ton anschlägt, die fasziniert, wenn sie feierlich schwelgt, verspielt abschweift, übermütig schnörkelt, verlockend umspielt. Und die nervt, wenn das Streben nach dem höheren Ausdruck sich mal wieder in einem Hagel von Superlativen erschöpft und der Stil nichtssagende Blüten treibt.“

### Abfahrt(2011)
Der Roman stieß aufgrund seiner romantisch-aufgeladenen und von „zu viel Seele“ heimgesuchten Hauptfigur, des jungen Potsdamer Unternehmensberaters Max Freydorn, abermals auf polarisierende Kritik.

### Attentat auf Adam(2012)
Der dritte Roman, der im Jerusalem der Gegenwart spielt und dessen Hauptfigur Adam Tessdorf den Leser durch Glauben, Tod und Liebe führt und durch die „Geheimnisse der Existenz“, erzählt von den berühmten heiligen Schriftrollen von Qumran.

### Tschudi(2020)
Hugo von Tschudi, der Kunsthistoriker und Direktor der Nationalgalerie, bringt zu Zeiten des Wilhelminismus mit seinen ersten weltweiten Ankäufen der französischen Impressionisten die zeitgenössische Kunst nach Berlin und verärgert damit den konservativen Kaiser. Weitere Protagonisten dieses Romans sind Adolf von Menzel und insbesondere Max Liebermann, der Tschudi auf seinen Reisen begleitet und ihn als seinen Verbündeten unterstützt. Die Ausstrahlung von Tschudi, aber auch seine tödlich endende Wolfskrankheit werden thematisiert.

## Veröffentlichungen
- Gott im Reiskorn (Roman), Berlin University Press, Berlin 2010, ISBN 978-3-940432-88-9.
- Gott im Reiskorn (Hörbuch), Berlin University Press, Berlin 2011, ISBN 978-3-86280-009-4.
- Abfahrt (Roman), Berlin University Press, Berlin 2011, ISBN 978-3-86280-010-0.
- Attentat auf Adam (Roman), Berlin University Press, Berlin 2012, ISBN 978-3-86280-040-7.[10]
- Tschudi (Roman), Rowohlt, Hamburg 2020, ISBN 978-3-498-00137-7.
- Emil (Roman), Klett-Cotta, Stuttgart 2022, ISBN 978-3-608-98351-7.
- 57 (Roman), Europa Verlag, München 2023, ISBN 978-3-95890-609-9

## Auszeichnungen
Schriftstellerstipendium aus dem Else-Heiliger-Fonds der Konrad-Adenauer-Stiftung 2013/14.